# Голланд, Абрам Исаевич
Абра́м Иса́евич Го́лланд (1911—1985) — советский композитор, дирижёр. Заслуженный артист Карело-Финской ССР (1949). Заслуженный деятель искусств Карельской АССР (1957) и РСФСР (1966). Член Союза композиторов СССР (1944).

## Биография
Родился в семье читинского мещанина, кустаря-шапочника, казначея читинской еврейской общины Исая Гершевича (Григорьевича) Голланда, которому принадлежала мастерская по пошиву военной одежды. Семья жила в собственном доме (дом Голланда) на улице Амурской, 35. В 1920—1925 годах учился в младших классах Читинской консерватории у профессора Лазарева.
В 1926—1930 гг. обучался в Ленинградском государственном центральном музыкальном техникуме повышенного типа по специальности пианист-аккомпаниатор ансамбля (класс фортепиано профессора М. С. Друскина). Посещал вольнослушателем класс композиции профессора П. Б. Рязанова.
В 1926—1933 гг. — музыкальный руководитель театра промкооперации при Доме просвещения и Доме культуры промкооперации в г. Ленинграде.
В 1930—1933 гг. работал педагогом государственного музыкального техникума в г. Ленинграде.
С января 1934 по август 1934 гг. — заведующий музыкальной частью и режиссёр театра Особой Краснознамённой Дальневосточной армии в г. Хабаровске.
В 1934—1936 гг. — педагог государственного центрального музыкального техникума в г. Ленинграде. В 1935 г. по приглашению военно-театрального бюро Ленинградского Дома Красной Армии работал музыкальным руководителем ансамбля «Водевиль».
С 1936 по 1938 гг. служил в РККА, во время службы руководил женским вокальным ансамблем.
С 1938 по 1940 гг. — заведующий музыкальной частью и режиссёр ТЮЗа в г. Ворошиловграде.
С 1940 по 1941 гг. — заведующий музыкальной частью и режиссёр театра русской драмы в г. Выборге. В первые годы Великой Отечественной войны организовал концертную бригаду по обслуживанию воинских частей.
В августе 1941 г. вместе с театром эвакуировался в г. Кизел.
С декабря 1941 г. — на Карельском фронте, в 1942 г. — организатор и художественный руководитель Ансамбля песни и пляски Политического управления Карельского фронта. В августе 1942 г. ранен на Карельском фронте, три месяца пробыл в госпитале.
В 1943 г. — художественный руководитель ансамбля пески и пляски Пограничных войск МВД Карельского округа.
В 1946—1947 гг. — главный режиссёр Театра музыкальной комедии Карело-Финской ССР в г. Петрозаводске.
В 1947—1950 гг. — художественный руководитель ансамбли песни и танца «Кантеле».
В 1950—1952 гг. — концертмейстер Государственной филармонии Карело-Финской ССР.
В 1952 г. — педагог музыкального училища в г. Петрозаводске.
В 1956―68 годах — художественный руководитель Карельской государственной филармонии.
Сотрудничал с Петровским, Ведлозерским, Сегозерским народными карельскими хорами, народной хоровой капеллой Дворца культуры «Машиностроитель».
Похоронен на мемориальном кладбище г. Петрозаводска в Сулажгоре.

## Награды
- Орден Красной Звезды (1942 г.)
- Медаль «За оборону Советского Заполярья» (1944 г.)
- Медаль «За победу над Германией» (1945 г.)
- Заслуженный артист Карело-Финской ССР (1949 г.)
- Медаль «За трудовое отличие» (1951 г.)[7].
- Орден Отечественной войны I степени
- Заслуженный деятель искусств Карельской АССР (1957 г.)
- Орден «Знак Почёта» (1959 г.)
- Заслуженный деятель искусств РСФСР (1966 г.)

## Избранные произведения
- Оперетты «Ребята настоящие», либретто Б. Рацера, В. Константинова (1963)
- «Возраст женщины» (в соавт.), либретто Е. Шатуновского (1966)
- Триптих для фортепиано и симфонического оркестра «Вепсская фантазия. Монолог. Игры»
- Ода для солистов, кантеле-оркестра и симфонического оркестра «Мой край» слова А. Авдышева (1954)
- Кантата в 5 частях «Север», слова В. Потиевского (1983).
- Балет «Вождь краснокожих» (по рассказу О. Генри, совместно с Г. Н. Синисало, 1970)
- Оперетта Карнавал в лесу (совместно с Г. Н. Синисало, 1958 г.)
- Оперетта «Ребята настоящие» (1963 г.)
- Оперетта «Возраст женщины» (совместно с Г. Н. Синисало, 1967 г.)
- «Петрозаводские ребята»: «В Петрозаводске городе, три друга, три приятеля…» : молодежная песня для мужского хора или трио (до 1985 г.)
- «Одинокая девушка» : «С ненаглядным я простилась…» : (по мотивам народной ингерманландской песни) : баллада : для солистки, смешанного хора и фортепиано
- «У колодца»: «Быстро тучки проносилися…» : (русская песня) / аранж. А. Голланд, [ок. 1935].
- «За мир! [Ноты] : „Мы в знаменоносной колонне идем…“» : песня для хора [в сопровождении фортепиано]
- «Дамы и гусары» : [по комедии Александра Фредро : рукописные ноты] / А. Голланд. — Партитура.
- «Цветик-семицветик» : [музыка к радиоспектаклю по одноименной сказке В. Катаева]
- «Повесть о настоящем человеке» : музыка к спектаклю : партитура (1955 г.)
- «Голос Америки» : песни к одноименному спектаклю — Солдатская песня, Песня о солдатской дружбе, Песня Синтии : клавир (1949 г.)
- «Песня почтальона» : для квартета / А. Голланд; слова Гинзбурга.
- «По деревне ходит Ваня»: карельская народная песня / обработка для мужского вокального ансамбля «Манок» А. Голланда
- «Новый зуб» : музыка к пьесе кукольного театра КФССР
- «Сколько вечных огней по России» : «Сколько воинов нынче в граните по великой России моей…» : песня для голоса и фортепиано
- «Песня о тополе» : «В день, когда девчонка родилась…»
- «Вечно молодой» («Город на Онего»)
- «Вепсские берега» : «Vepsan rand…» : вепсская народная песня / А. Голланд; обработка для голоса и фортепиано (1973 г.)
- Karjalan Kunnailla…: финские народные песни (1970 г.).
- «Парни, с девушками спляшем» : вепсская народная шуточная песня